# جوليانو
جوليانو هو لاعب كرة قدم برازيلي في مركز حراسة المرمى، ولد في 14 مارس 1998 في Prudentópolis ‏ في البرازيل. لعب مع Orlando City B ‏.